# بنياد كندي
بنياد كندي (بالفارسية: بنیادکندی) هي مستوطنة تقع في تشارواماق الشرقية الريفية في إيران. يقدر عدد سكانها بـ 156 نسمة .